# 奥さまはアイドル♥
『奥さまはアイドル♥』（おくさまはアイドル）は、師走冬子による日本の4コマ漫画作品。
アイドルとサラリーマンの夫婦の、一風変わった夫婦生活をコミカルに描いた作品。作者特有の可愛らしい絵と、元気に溢れたヒロインが特徴。作者にとって初の夫婦モノでもある。
『まんがライフMOMO』（竹書房）にて2004年9月号ゲスト掲載の後、2005年1月号より2019年1月号まで連載され、同誌休刊後は『まんがくらぶ』（同）2019年2月号より最終号である2020年5月号まで連載された。同誌合併後は『まんがライフ』（同）にて、2020年6月号より休刊号の2022年9月号まで連載。なお、連載に先立って『まんがライフ』（同）2004年12月号にもゲスト掲載されている。

## 登場人物
桜井 まゆり（さくらい まゆり）
現役女子高生かつアイドルかつ奥さま。本名は竹内まゆり。通称「まゆりん」。年齢は16歳。所属事務所は「ニシオカプロダクション」。
アイドルでありながら所帯じみた所があり、漬物を漬けたり、おばあちゃんの知恵袋的な知識が豊富であったりするなど、実年齢以上に老成した言動・思考が多い。
また、基本的に仕事を選ばず、嫌がることも無く、それが仕事の幅にも繋がっているため、時にはバラエティ番組で自ら芸人のような役もこなす。子供ウケがいいため、子供番組に出演することもあるなど、活躍の場が非常に広い。
バレンタインデー企画でチョコレートを手作りしたり、サインは印刷ではなく直筆にこだわるなど、多忙を極めるアイドルでありながらファンに対しても常に真摯に接している。
作詞作曲も自身で行うのだが、その内容はかなり独創的。
国民的アイドルであるため、当然既婚者であることは完全に秘密。隙だらけの性格ではあるが、周囲の協力もあって既婚者であることがバレるまでには至っていない。周囲には「兄妹」という設定で通しており、その際は髪形や服装を変え、眼鏡をかけての登場となる。
旦那の博嗣にぞっこんであり、一緒にいることや何かを共有することに至上の喜びを感じている。プロポーズをしたのもまゆりの方からだった。
主婦でもあるため、多忙な中で家事も懸命に行っているのだが、料理の腕だけは殺人的であるものの、得意料理もある。
前述のように現役高校生でもあるが、学業の方はかなり苦手。暗記モノが特に苦手だが、ドラマの台本は1回読めば覚え、ダンスも1回で覚える。
竹内 博嗣（たけうち ひろつぐ）
まゆりの夫で、一流会社の課長。4巻にて部長に昇進した。まゆりからは「ひろりん」と呼ばれている。社内では「鬼の竹内」が通称。年齢は28歳。
非常に生真面目な性格で、数字の鬼。職場内では怖いイメージを持たれているが、非常に仕事が出来、部下の信頼は高い。
また整った顔立ちも手伝って、女子社員の中には憧れに近い感情を抱いている者もいるが、既婚者であることは誰も知らない。
仕事に厳しく、表情も鋭いため周囲から頻繁に誤解を受けるタイプであるが、まゆりに対して頻繁に感謝の言葉を口にするなどの面もある。
仕事は有能で博識、人にものを教えることが上手い等、非常に優れたところが目立つが、唯一の欠点として、料理の腕だけはまゆり以上に酷い。
超が付くほどの甘党であるが、好きすぎるあまりに甘いものを口にするだけでなく、甘い物の話を耳にするだけでも表情がこわばるため、周囲からは甘いものが嫌いだと勘違いされている。
また動物好きではあるものの、怖い顔つきのため動物からは怯えられてしまう。
まゆりの夫ではあるものの、フェアでないためファンに悪いということで、コンサートのチケットやサイン色紙などは他のファン同様に抽選に応募している。
松川 みなと（まつかわ みなと）
12歳の時のまゆりをアイドルにスカウトして以来、まゆりのマネージャーを務めている女性。まゆりの事を溺愛しており、その反動から博嗣の事は快く思っていない。
公私共にまゆり中心であり、合鍵も持っている。
万能マネージャーであり、スケジュール管理や健康管理は勿論、料理も得意。空手6段・柔道3段の実力者でもある。番組で使用した衣装は全て買い取り、外には決して流通させない徹底ぶり。ファンからも「超鬼マネージャー」「鬼の松川」と恐れられている。また、上層部の弱味を握っており、それを利用して裏で色々操作しているらしい。
大きなノートを持ち歩いていて、それには、まゆりの活躍の邪魔になる人物がリストされている。表紙は「消す奴リスト」や「ブラックリスト」と書かれている。
愛車はまゆりバージョンの痛車で、そのクオリティは非常に高い。
ぬいぐるみ集めにお菓子作りが趣味。それ以上にまゆりが好きで、部屋はまゆりのグッズやポスターで埋め尽くされている。
ちなみに誕生日がまゆりの初CDの発売日でもある。
永峰（ながみね）
ディレクター。会員No一桁の、まゆり一筋のまゆりファン。
まゆり絡みで殴られたり脅されたり、旅行のお土産の領収書を自分宛に請求される等、松川にはぞんざいに扱われている。
小倉（おぐら）
博嗣の部下で彼に憧れているものの、彼が既婚者であることを知らない。
社内のアイドルらしい。
エリマリ
双子アイドル。所属事務所は「ユメマロ」。
柊 えりか（ひいらぎ えりか）
双子アイドル「エリマリ」の片方。
まゆりをライバル視しているものの、毎回同じ土俵に上がることすらない薄幸な子。
また、星川のファンではあるが、当の星川はまゆりのファンであり、その事に対してもまゆりをライバル視している。
その一方でまりかのふりをしても「エリカである」ことを見抜いてくれたこともあり、心底嫌いになれないでいる。
当のまゆりからもクイズ番組での活躍以来、「ひろりんと同じくらいカッコイイ」と認識されてしまっている。
アイドルではあるが、深夜番組やバラエティ番組での仕事が主。
柊 まりか（ひいらぎ まりか）
双子アイドル「エリマリ」の片方。
まゆりの大ファン。ちょっとS気がある。
丸井 征二（まるい せいじ）
エリマリの担当マネージャー。眼鏡をかけた中年のオジサン。
変な仕事ばかり受けて来ては、えりかに怒られている。
星川 裕紀（ほしかわ ひろき）
人気絶頂の男性アイドル。18歳。所属事務所は「スタージャム」。しばしば、まゆりと共演する。
実はずっとまゆりのファンであり、話の流れでまゆりに告白したこともある。
そのため、まゆりに「ひろりん」と呼ばれて非常に喜んでいる。
石山 沙世（いしやま さよ）
裕紀の担当マネージャー。女性。
松川がまゆりを溺愛しているのと同様に、裕紀を溺愛している。そのため、まゆり・松川ともに激しく敵視している。
竹内 静枝（たけうち しずえ）
博嗣の母であり、竹内流華道師範。
まゆりの大ファンであり、まゆりに対してベタ甘。コンサートやツアーに頻繁に足を運び、部屋は無意識のうちにグッズで一杯になっている。
竹内 博成（たけうち ひろなり）
博嗣の父であり、有名な書道家。
博嗣によく似ており、ちょっと無口。
まだ若すぎるまゆりを認めていない節があったが、彼女の純真な心に触れて心を開きつつある。
ばあちゃん
まゆりの祖母。
まゆりに対してそっけない態度を取りつつも、内心は娘の忘れ形見として大切に想っている。
星川の大ファン。まゆりと星川のツアーの日程がモロかぶりした際は迷わず星川のコンサートを優先した。
星川ファンの女子高生の友達もいる。
桜井 由真（さくらい ゆま）
まゆりと瓜二つのまゆりの弟。中学1年生。
あまりにまゆりに似ているため、ファンはおろか博嗣でさえも区別がつかない時がある。それに加えて声変りも迎えていないため、松川によってまゆりとユニットでデビューさせられそうになった経緯がある。
実はまゆりがピンチの時には何度かまゆりの代役をしているが、バレたことがない。
桜井家の料理担当であり、昔ながらの家庭料理が非常に得意。まゆりの手料理がイマイチ垢抜けない理由でもある。
カモミールティーが好き。
男子校に通っている。カワイイ系のため、男子からのラブレターを大量にもらってしまうのが悩み。
仁志岡（にしおか）
博嗣と同じ会社の秘書課所属。
博嗣とは大学も同じで、会社でも同期。
実はまゆりの所属するニシオカプロダクションの社長の息子であり、博嗣とまゆりが結婚していることも知っていた。
彼自身は博嗣の事を「たった一人の「友達」と言い切れる奴」と言っているが、当の博嗣からは「友達」としても認識されていない。
まゆりとは同じ「博嗣を大切に思う者」として意気投合しているが、反応が面白いため、よくまゆりをからかっては楽しんでいる。
まゆりが拾った捨て猫を引き取り、「りん」と名づけて飼っている。
りん
まゆりが拾って来た猫。公園に捨てられていた。
まゆり宅で飼おうとしたが、十分な世話ができないため、仁志岡が引き取った。
名前は、博嗣の「ひろ」か「つぐ」とつけようとしたが本人に却下され、愛称の「ひろりん」から「りん」と名づけた。ただし、まゆりは「まゆりん」の「りん」と主張している。
鮫島 みち香（さめじま みちか）
あだ名は「新宿」。
まゆりの同級生で、まゆりのファン。
時々無意識で鋭い。
軽い天然だが、成績はかなりいい模様。頻繁にまゆりの勉強を見ており、まゆりにとって唯一の学校の友達でもある。
父親はおまわりさん。
新山 友華（にいやま ともか）
ライターで松川の学生時代からの友人。
まゆりの密着取材をした際に、偶然まゆりと博嗣の関係を知ってしまうが、その事を口外しない約束をしている。
松川の過去の話を知ることもあり、まゆりと仲がいい。

## 書誌情報
- 師走冬子『奥さまはアイドル♥』 竹書房〈バンブーコミックスMOMOセレクション〉、全13巻
  1. 2007年1月27日発売[4]、ISBN 978-4-8124-6554-7
  2. 2008年2月27日発売[5]、ISBN 978-4-8124-6797-8
  3. 2009年3月27日発売[6]、ISBN 978-4-8124-7058-9
  4. 2010年4月27日発売[7]、ISBN 978-4-8124-7264-4
  5. 2011年9月27日発売[8]、ISBN 978-4-8124-7663-5
  6. 2013年6月27日発売[9]、ISBN 978-4-8124-8318-3
  7. 2014年10月27日発売[10]、ISBN 978-4-8019-5015-3
  8. 2016年4月27日発売[11]、ISBN 978-4-8019-5510-3
  9. 2017年11月27日発売[12]、ISBN 978-4-8019-6114-2
  10. 2019年3月27日発売[13]、ISBN 978-4-8019-6565-2
  11. 2020年8月27日発売[14]、ISBN 978-4-8019-7038-0
  12. 2021年10月27日発売[15]、ISBN 978-4-8019-7449-4
  13. 2022年10月17日発売[16]、ISBN 978-4-8019-7865-2